# Kurt Pinkall
Kurt Pinkall (* 25. Juni 1955 in Brockel) ist ein ehemaliger deutscher Fußballspieler. Er absolvierte in den Jahren 1979 bis 1986 insgesamt 121 Spiele in der Bundesliga und erzielte dabei 40 Tore.

## Laufbahn

### Aufstieg in den Lizenzfußball
Der Stürmer begann seine Karriere im Amateurlager bei TuS Brockel und RW Scheeßel. Zur Runde 1977/78 wechselte Pinkall in die Amateuroberliga Nord zu Göttingen 05. Mit den Niedersachsen belegte er den dritten Rang und zog damit in die Aufstiegsrunde zur 2. Fußball-Bundesliga Nord ein. Die 05er konnten nicht den Aufstieg bewerkstelligen, SC Viktoria Köln setzte sich vor dem DSC Wanne-Eickel, VfL Wolfsburg und den Göttingern durch, aber Pinkall wurde von dem Kölner Aufsteiger für die 2. Liga zur Saison 1978/79 verpflichtet. Unter den Trainern Fritz Pott und Ernst-Günter Habig absolvierte er für Viktoria 34 Zweitligaspiele an der Seite seiner Mitspieler Jürgen Jendrossek, Bernhard Hermes und Manfred Kreis und erzielte neun Treffer. Im Winter 1979 unterschrieb er einen Vertrag beim Bundesligisten VfL Bochum und wechselte in die Fußball-Bundesliga.

### VfL Bochum und Borussia Mönchengladbach, 1979 bis 1986
Am 23. Februar 1980 bestritt Kurt Pinkall unter Trainer Helmuth Johannsen sein erstes Spiel in der Bundesliga bei der 0:3-Niederlage beim FC Bayern München. In der Rückrunde 1979/80 kam er auf sieben Spiele mit zwei Toren. Endgültig an das Niveau der ersten Liga hatte sich der Angreifer in seiner ersten kompletten Runde 1980/81 angepasst: Pinkall absolvierte 32 Spiele und steuerte für den VfL 17 Tore bei.
Diese Trefferquote veranlasste Borussia Mönchengladbach im Sommer 1981 den Stürmer zum Bökelberg zu holen. In seiner Debütrunde in Mönchengladbach führte er mit 15 Toren die interne Torschützenliste vor Frank Mill mit 14 Treffern an. Im UEFA-Cup brachte ihn Trainer Jupp Heynckes zusätzlich in vier Einsätzen gegen den 1. FC Magdeburg und Dundee United in der Saison 1981/82. In den folgenden Runden konnte Pinkall nicht mehr an seine Bilanzen der Jahre 1981 und 1982 anknüpfen und wurde schließlich in der Serie 1984/85 an den Beerschot AC (13) ausgeliehen. Die Angriffsformation der Heynckes-Elf lautete jetzt in der Regel: Hans-Jörg Criens, Frank Mill, Ewald Lienen. Nach seiner Rückkehr an den Bökelberg kam er in der Saison 1985/86 nochmals zu 21 Bundesligaspielen mit drei Treffern und wurde auch im UEFA-Cup gegen Lech Posen und Sparta Rotterdam eingesetzt, gegen Sparta erzielte er in beiden Spielen ein Tor. Sein letztes Bundesligaspiel bestritt Pinkall am 26. April 1986 bei der 0:6-Niederlage der Gladbacher bei Bayern München.